# Col·lecció de retrats dels reis d'Aragó de Filippo Ariosto
La Col·lecció de retrats dels reis d'Aragó de Filippo Ariosto fou una col·lecció de retrats dels reis d'Aragó encarregada per la Generalitat d'Aragó al pintor Filippo Ariosto l'any 1586. La col·lecció constitueix la plasmació gràfica del corrent polític constitucionalista, enfrontat greument al reialisme des de les Corts de Montsó (1585), i que culminà amb l'execució d'un dels prohoms del consitucionalisme, el Justícia d'Aragó don Johan de Lanuza V el 1591, durant les Alteracions d'Aragó. Els diputats aragonesos informaren i recomanaren als diputats catalans l'obra del pintor italià, procedint a encarregar ells també una sèrie de retrats dels comtes de Barcelona. La col·lecció aragonesa es perdé quan s'incendià la Casa de la Generalitat d'Aragó durant el Setge de Saragossa, per bé que en queda el testimoni gràcies a les còpies que se'n feren per al Palacio del Buen Retiro de Madrid.

## Col·lecció inicial dels reis d'Aragó
La col·lecció fou encarregada per la Generalitat d'Aragó el 1586 Filippo Ariosto i s'organitzà en tres grups: els mítics Reis de Sobrarb, els Comtes d'Aragó i els Reis d'Aragó. Aquesta cronologia traduïa plàsticament les indicacions historiogràfiques del cronista oficial del regne d'Aragó, Jerónimo de Blancas y Tomás, en allò que en principi havia de ser un opuscle intitulat Aragonensium rerum commentarii escrita des de 1584. En aquesta obra Jerónimo Blancas defensava
a ultrança la monarquia pactista, tot enllaçant la institució del Justícia d'Aragó, considerada per ell anterior a la mateixa monarquia, amb els mítics Furs del regne de Sobrarbe del també mític Regne de Sobrarb. En el discurs historiogràfic de Blancas, el rei va rebre el regne de manera «libre y espontánea», doncs s'havia autoalliberat del jou sarraí «con propias fuerças, sin ayuda de Príncipe alguno»; el rei restava obligat a jurar respectar els Furs, donat que altrament «si contra los Fueros ó libertades llegara él en lo sucesivo á tiranizar el reino, quedase éste en libertad para elegir otro Rey». L'esperit constitucionalista i pactista de la monarquia aragonesa es resumeix en la frase «En Aragón, antes fueron Leyes, que reyes».
|  |  |  |

## Destrucció dels quadres i còpies al Palacio del Buen Retiro
Els quadres foren destruïts durant el Setge de Saragossa (1809). Se'n conserven còpies del 1634 fetes pel Palacio del Buen Retiro de Madrid.